# Willow Lake
Willow Lake is een plaats (city) in de Amerikaanse staat South Dakota, en valt bestuurlijk gezien onder Clark County.

## Demografie
Bij de volkstelling in 2000 werd het aantal inwoners vastgesteld op 294.
In 2006 is het aantal inwoners door het United States Census Bureau geschat op 259, een daling van 35 (-11,9%).

## Geografie
Volgens het United States Census Bureau beslaat de plaats een oppervlakte van
1,0 km², geheel bestaande uit land. Willow Lake ligt op ongeveer 544 m boven zeeniveau.

## Plaatsen in de nabije omgeving
De onderstaande figuur toont nabijgelegen plaatsen in een straal van 24 km rond Willow Lake.